# Fussballclub Wohlen 1904
Il Fussballclub Wohlen 1904 (in italiano Football Club Wohlen 1904) è una società calcistica svizzera con sede nella città di Wohlen. La sua fondazione risale al 21 maggio 1904.
Attualmente nella stagione 2022-2023 milita nella 1ª Lega, la quarta divisione del campionato svizzero.

## Storia
La squadra è stata fondata Il 21 maggio 1904. Tra il 1930 e il 1932 l'FC Wohlen ha militato nella massima categoria del calcio svizzero. Ma il club ha principalmente militato nella 1. Lega o 2. Lega (dilettanti) e verso la fine degli anni settanta è caduto anche nell'anonimato della terza lega dilettante.
Il più grande successo della storia recente del club è stata la promozione nel 2002 nella Lega nazionale B, l'odierna Challenge League. Nell'autunno del 2004 è stato inaugurato il nuovo stadio Niedermatten che ha sostituito il vecchio stadio Paul Walser.

## Cronistoria
- 1904 - ? : Prima Lega
- ? - 2008 - : Divisione Nazionale B

(Legenda: Divisione Nazionale A = 1º livello / Divisione Nazionale B = 2º livello / Prima Lega = 3º livello / Seconda Lega = 4º livello / Terza Lega = 5º livello / Quarta Lega = 6º livello / Quinta Lega = 7º livello / Sesta Lega = 8º livello)

## Strutture

### Stadio
Il FC Wohlen gioca le partite casalinghe allo stadio del Niedermatten costruito nel 2004, ha una capienza di 3 034 spettatori (624 seduti e 2 410 in piedi). Le dimensioni sono 105.1 m per 68 m.
Prima del Niedermatten il FC Wohlen giocava al Paul-Walser-Stiftung che conteneva 3'180 spettatori (180 seduti e 3 000 in piedi).

## Allenatori
| - 2015 - 2016 Martin Rueda (? - settembre) - 2016 - 2017 Francesco Gabriele (settembre - giugno) - 2017 - Ranko Jakovljevic (giugno -) |

## Palmarès

### Altri piazzamenti
- Challenge League:

Terzo posto: 2014-2015

## Organico

### Staff tecnico
- Ranko Jakovljevic - Allenatore
- Piu Fabricio Nascimento - Vice-Allenatore
- Alan Marin - Preparatore atletico
- Boris Ipković - Allenatore dei portieri